# Зоргнер, Стефан Лоренц
Стефан Лоренц Зоргнер (нем. Stefan Lorenz Sorgner; 15 октября 1973, Вецлар) — немецкий философ-постгуманист, исследователь Ницше, философ музыки и эксперт в области этики новых технологий. Согласно проф. Циммерманну (Identity Foundation), Зоргнер в настоящее время является ведущим немецким философом пост- и трансгуманизма.

## Биография
Стефан Лоренц Зоргнер изучал философию в Кингс-колледж (Лондон) (BA), Даремском университете (MA by thesis), Гиссенском университете им. Юстуса Либеха и в Йенском университете им. Фридриха Шиллера (Dr. phil.). Зоргнер преподавал философию и этику в университетах Гиссена, Йены, Клагенфурта и Эрфурта. Зоргнер является членом многочисленных редакционных и консультативных комитетов, помимо прочего он соиздатель серии «Философия музыки» в издательстве Alber Verlag, издатель серии «Beyond Humanism: Trans- and Posthumanism / Jenseits des Humanismus: Trans- und Posthumanismus» в издательстве Verlag Peter Lang, член издательского комитета (в роли консультанта) журнала «Journal of Evolution and Technology».
В настоящее время он преподает этику медицины в университете Эрлангена-Нюрнберга.
Размышления Зоргнера о взаимоотношении Ницше и идей транс- и постгуманизма, а также его критика человеческого достоинства, с недавнего времени, подверглись широкому обсуждению. Так, рецензия на его книгу Menschenwürde nach Nietzsche была опубликована в Новой Цюрихской Газете, а в мае 2013 г. интервью с Зоргнером на тему новых технологий и трансгуманизма было опубликовано в немецкой Die Zeit.

## Труды (выборочно)
- Menschenwürde nach Nietzsche, Darmstadt WBG, 2010
- Reflexionen zu Nietzsches Kritik der Menschenwürde, 2009
- Musik in der antiken Philosophie, Würzburg, Königshausen & Neumann, 2010
- Wagner und Nietzsche, Reinbek bei Hamburg, Rowohlt-Taschenbuch-Verlag, 2008,
- Musik in der deutschen Philosophie, Stuttgart Metzler, 2003
- Metaphysics without truth, München Utz, 1999